# Stenobasipteron arnoldi
Stenobasipteron arnoldi är en tvåvingeart som beskrevs av Joseph Charles Bequaert 1925. Stenobasipteron arnoldi ingår i släktet Stenobasipteron och familjen Nemestrinidae.
Artens utbredningsområde är Zimbabwe. Inga underarter finns listade i Catalogue of Life.